# Blackpink In Your Area
Blackpink In Your Area — первый японский студийный альбом южнокорейской гёрл-группы BLACKPINK. Выпущен 5 декабря 2018 года лейблом YG Entertainment и Avex Trax. В цифровом виде альбом был выпущен 23 ноября, а физически 5 декабря 2018 года.

## Предпосылки и релиз

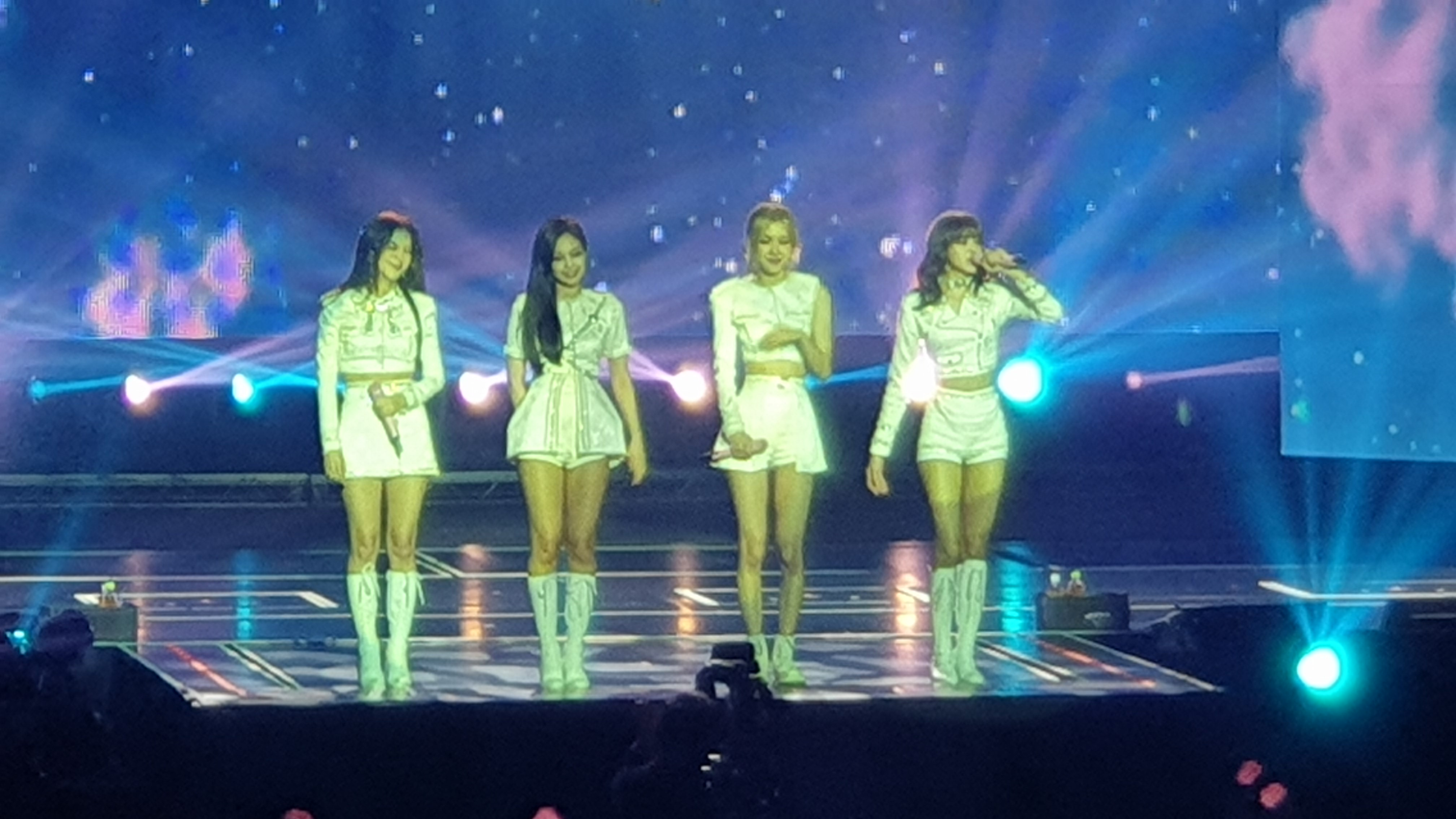
BlackPink (концерт)

19 октября 2018 года было объявлено, что группа выпустит свой первый японский студийный альбом. Выяснилось, что альбом выйдет в 2-х версиях 5 декабря. 13 ноября было сообщено, что группа сотрудничала с Shiseido для выпуска своего альбома. Также стало известно, что альбом будет включать в себя японские версии «Forever Young», «Really», и «See U Later», ранее выпущенные синглы.
22 ноября стало известно, что альбом будет выпущен в цифровых магазинах 23 ноября, содержащий девять японских версий синглов группы.
Альбом был выпущен в цифровом виде 23 ноября 2018 года.

## Коммерческий успех
Альбом дебютировал на 8 строчке в чарте Oricon Albums в первый день и достиг пика на 7 строчке во второй день, в третий день альбом упал на 11 строчку и 17 строчку в четвертый день, и поднялся до № 10 в пятый день, опустившись на 16 строчку в шестой день.
Альбом дебютировал на 9 строчке в чарте Oricon Albums в первую неделю с 13,878 проданными физическими копиями и упал до 30 на второй неделе с 3044 проданными дополнительными копиями. Альбом дебютировал под номером 91 на Billboard Japan's Top Download Albums, оставаясь в течение двух недель, прежде чем достичь пика на 77 строчки на третьей неделе.  Он также дебютировал на 12 строчке в Billboard Japan's Hot Albums, поместив на 9 строчке в топ продаж альбомов с 14,710 проданными копиями.

## Трек-лист
| №                   | Название               | Длительность |
| ------------------- | ---------------------- | ------------ |
| 1.                  | «Boombayah»            | 4:00         |
| 2.                  | «Whistle»              | 3:31         |
| 3.                  | «Playing with Fire»    | 3:15         |
| 4.                  | «Stay»                 | 3:50         |
| 5.                  | «As If It's Your Last» | 3:32         |
| 6.                  | «Ddu-Du Ddu-Du»        | 3:29         |
| 7.                  | «Forever Young»        | 3:57         |
| 8.                  | «Really»               | 3:17         |
| 9.                  | «See U Later»          | 3:19         |
| Общая длительность: | Общая длительность:    | 32:10        |

| №  | Название               | Текст песни               | Музыка                         | Arrangement         | Длительность |
| -- | ---------------------- | ------------------------- | ------------------------------ | ------------------- | ------------ |
| 1. | «Boombayah»            | Teddy Bekuh Boom          | Teddy Bekuh Boom               | Teddy               | 4:01         |
| 2. | «Whistle»              | Teddy Bekuh Boom          | Teddy Future Bounce Bekuh Boom | Teddy Future Bounce | 3:31         |
| 3. | «Playing with Fire»    | Teddy                     | Teddy R.Tee                    | R.Tee               | 3:17         |
| 4. | «Stay»                 | Teddy                     | Teddy Seo Wonjin               | Seo Wonjin          | 3:50         |
| 5. | «As If It's Your Last» | Teddy Brother Su CHOICE37 | Teddy Future Bounce Lydia Paek | Teddy Future Bounce | 3:33         |
| 6. | «Ddu-du Ddu-du»        |                           |                                |                     |              |
| 7. | «Forever Young»        |                           |                                |                     |              |
| 8. | «Really»               |                           |                                |                     |              |
| 9. | «See U Later»          |                           |                                |                     |              |

| №  | Название                             | Длительность |
| -- | ------------------------------------ | ------------ |
| 1. | «Boombayah» (music video)            |              |
| 2. | «Whistle» (music video)              |              |
| 3. | «Playing with Fire» (music video)    |              |
| 4. | «Stay» (music video)                 |              |
| 5. | «As If It's Your Last» (music video) |              |
| 6. | «Ddu-du Ddu-du» (music video)        |              |

| №  | Название                                                    | Длительность |
| -- | ----------------------------------------------------------- | ------------ |
| 1. | «Ddu-du Ddu-du» (Blackpink Arena Tour 2018)                 |              |
| 2. | «Forever Young» (Blackpink Arena Tour 2018; Korean version) |              |
| 3. | «Whistle» (Blackpink Arena Tour 2018; acoustic version)     |              |
| 4. | «Stay» (Blackpink Arena Tour 2018)                          |              |
| 5. | «See U Later» (Blackpink Arena Tour 2018; Korean version)   |              |
| 6. | «Really» (Blackpink Arena Tour 2018; Korean version)        |              |
| 7. | «Playing with Fire» (Blackpink Arena Tour 2018)             |              |
| 8. | «Boombayah» (Blackpink Arena Tour 2018)                     |              |
| 9. | «As If It's Your Last» (Blackpink Arena Tour 2018)          |              |

## Чарты
| Чарты (2018)                 | Позиции в чартах |
| ---------------------------- | ---------------- |
| Япония (Oricon)              | 9                |
| Japan Hot Albums (Billboard) | 12               |